# Pocztowa Góra
Pocztowa Góra lub Podchmurna poczta (ang. Middlemost Post, od 2021) – amerykański serial animowany stworzony przez Johna Trabbica III oraz wyprodukowany przez Nickelodeon Animation Studio.
Premiera serialu odbyła się w Stanach Zjednoczonych 9 lipca 2021 na amerykańskim Nickelodeon. W Polsce serial zadebiutował 1 listopada 2021 na antenie Nicktoons.
Dnia 24 marca 2022 zostało ogłoszone, że powstanie drugi sezon serialu liczący 13 odcinków.

## Fabuła
Serial opisuje przygody Parkera J. Chmury, który pomaga listonoszowi Angusowi w roznoszeniu przesyłek w magicznej krainie. Towarzyszy im mors Russell. Podczas pracy spotykają oni wiele dziwacznych stworzeń.

## Obsada
- Becky Robinson – Parker J. Chmura[1]
- John DiMaggio - Angus R. Szeklowicz III[1]
- Kiren - Lily[1]
- Colton Dunn - Burmistrz Peeve[1]
- Johnny Pemberton - Ryan[1]

## Spis odcinków

### Seria 1 (od 2021)
| Nr | Tytuł                                                  | Tytuł polski                                | Premiera                                      | Premiera w Polsce                           |
| -- | ------------------------------------------------------ | ------------------------------------------- | --------------------------------------------- | ------------------------------------------- |
| 1  | First Delivery / Chore or Less                         | Pierwsza przesyłka / Porządki               | 9 lipca 2021                                  | 1 listopada 2021                            |
| 2  | BURT! The Musical / Sunday No FunDay                   | BURT! Musical / Bezdomni                    | 16 lipca 2021                                 | 2 listopada 2021                            |
| 3  | POSTBOT 3000 / Boom Goes the Cloud                     | POCZBOT 3000 / Nocne grzmoty                | 23 lipca 2021                                 | 3 listopada 2021                            |
| 4  | I Named It Whiskers / How Angus Got His Groove Back    | Sierściuch / Czapka Szeklowiczów            | 30 lipca 2021                                 | 4 listopada 2021                            |
| 5  | The Tooth Hurts / The Middlemost Toast                 | Ząb morsa / Tosty gratis                    | 6 sierpnia 2021                               | 5 listopada 2021                            |
| 6  | My Buddy, Buddy / Love Letters                         | Koleś / Listy miłosne                       | 13 sierpnia 2021                              | 8 listopada 2021                            |
| 7  | Darker Parker / Lady of the Tree                       | Dorastanie / Pani Wielkiego Drzewa          | 29 października 2021 (A) 5 listopada 2021 (B) | 9 listopada 2021                            |
| 8  | The Sleepover / The "B" Word                           | Nocowanie / Słowo na "K"                    | 28 stycznia 2022                              | 10 listopada 2021                           |
| 9  | Dog's Best Friend / Out of Shape                       | Najlepszy przyjaciel psa / Stan skupienia   | 4 lutego 2022                                 | 11 listopada 2021 (A) 12 listopada 2021 (B) |
| 10 | Premium Parker / Toast of the Town                     | Rodzinne wakacje / Tost miasta              | 11 lutego 2022                                | 23 grudnia 2021                             |
| 11 | Ariel Force One / Itsy Bitsy                           | Ariel / Jacek                               | 18 lutego 2022                                | 24 grudnia 2021                             |
| 12 | They're All Named Reggie / The Same Ol' Same           | Redżi / Wciąż tak jest                      | 25 lutego 2022                                | 29 grudnia 2021                             |
| 13 | Cloud of the Month / A. Plumber                        | Chmura miesiąca / Hydraulik                 | 4 marca 2022                                  | 30 grudnia 2021                             |
| 14 | Scary Stories to Tell Your Cloud / The Pumpkin Pageant | Straszne historie / Wybory Dyni             | 22 października 2021                          | 31 grudnia 2021                             |
| 15 | I Know What You Did Last Mail-Off                      | Wiem co zrobiłeś na ostatnim wyścigu        | 21 stycznia 2022                              | 4 kwietnia 2022                             |
| 16 | Dolores Moody / P.I.R.A.T.E.                           | Dolores Gburko / P-I-R-A-T                  | 29 kwietnia 2022                              | 5 kwietnia 2022 (A) 6 kwietnia 2022 (B)     |
| 17 | Inside Russell / The Stinkhole Chronicles              | Wewnątrz Russell / Kroniki Śmierdzidołka    | 6 maja 2022                                   | 8 kwietnia 2022 (A) 7 kwietnia 2022 (B)     |
| 18 | Parker Saves Christmas                                 | ---                                         | 3 grudnia 2021                                | nieemitowany                                |
| 19 | Hair Today, Gone Tomorrow / Dentist Trip               | Dorosły / Sen u dentystki                   | 13 maja 2022                                  | 11 kwietnia 2022 (A) 12 kwietnia 2022 (B)   |
| 20 | Ranch on the Side / King Cloud vs. Smogzilla           | Kocham rancz / Król Chmura kontra Smogzilla | nieemitowany                                  | 14 kwietnia 2022 (A) 13 kwietnia 2022 (B)   |